# Eriocaulon minutum
Eriocaulon minutum är en gräsväxtart som beskrevs av Joseph Dalton Hooker. Eriocaulon minutum ingår i släktet Eriocaulon och familjen Eriocaulaceae. IUCN kategoriserar arten globalt som livskraftig. Inga underarter finns listade i Catalogue of Life.